# Гречкине № 1
 Гре́чкине № 1  — заповідне урочище геологічного типу. Розташоване у Старобешівському районі Донецької області. Статус заповідного урочища присвоєно рішенням Донецького обласного виконкому № 155 від 11 березня 1981 року. Площа — 5 га.
Урочище розташоване біля села Василівка вздовж берега річки Кальміус. Територія урочища являє собою цілинні кам'янисті землі. Місце виростання грабельок Бекетова (Erodium beketowii). Флористичний список представлений ділянками пертрофітної рослинності, різнотравним і типчаково-ковиловим степом. 
Урочище розташоване в балці Гречкине. У ній — кам'янисті гряди з тонким ґрунтовим покривом. Трапляються оголення гранітів .